# Tektiteko
Tektiteko (Teco, Teko, Maya-Tekiteko, Tectiteco), jedna od skupina Mame Indijanaca naseljena u Gvatemali uz grancu s meksičkom državom Chiapas, kao i u susjednim predjelima Chiapasa. Većina ih živi na području općina Tectitan i Huehuetenango, a ima ih znatan broj koji su kao ilegalni imigranti prešli u SAD. Tektiteki govore diajlektom Mame Indijanaca a njihov broj u Gvatemali i Meksiku iznosi 2,265., od čega 1,265 u Meksiku (2000 WCD).
Tektiteki žive danas životom seljaka u planinskim područjima Gvatermale, gdje se bave uzgojem kukuruza, graha i bundeva; drže i stoku, svinje, ovce, koze i kokoši. Vjera im je mješavina animizma i katolicizma. Često se nazivaju Maya-Tekiteko.

## Vanjske poveznice
- Maya-Tektitek of Mexico
- Tektiteko